# Martín Pérez Agripino
Martín Pérez Agrippino (Buenos Aires, 1972) es una artista argentino que ha desarrollado la mayor parte de su producción artística en el área de la Pintura. Sus obras han recibido diferentes premios, entre ellos el 1.er Premio de la IV Bienal de Pintura Paloma Alonso (2001),
el 1° Premio VII Bienal Chandon. Palais de Glace. Buenos Aires, Argentina (1999), y el Premio Nuevos Pintores. Palais de Glace. Buenos Aires, Argentina (2000)
, entre otros.
Su obra se ubica dentro del Arte figurativo y conceptualmente refleja una sociedad futura con escenarios desolados y personajes en situaciones intrigantes o paradójicas.